# Progimnospermòpsides
Els progimnospermòfits (Progymnospermophyta) són una divisió extinta de plantes vasculars del Paleozoic. Inclou només la classe de les progimnospermòpsides (Progymnospermopsida).

## Característiques
- El cambium vascular amb creixement il·limitat i també té xilema i floema.
- Ancestres de les primeres plantes amb llavors com també dels primers arbres veritables.
- Superficialment semblaven coníferes
- Hi ha un fort creixement monopòdic.
- Tenen macròfils a més de fulles simples.
- Alguns eren heteròspors però altres eren homòspors.